# Лёвин, Михаил Константинович
Михаи́л Константи́нович Лёвин (25 сентября 1918, Максимово, Бутылицкое сельское поселение — 14 августа 1985, Муром, Владимирская область) — советский художник, участник Великой Отечественной войны, член Союза художников СССР (c 1965).

## Биография
Родился 25 сентября 1918 года в деревне Максимово, в Меленковском районе, во Владимирской области в старообрядческой семье ветеринарного фельдшера Константина Лёвина. Фамилия Лёвиных, предположительно, происходит от названия села Лёвино, откуда происходили предки-крестьяне. Семья проживала по месту работы отца — сначала в селе Бутылицы, позднее — в городе Меленки, а с 1932 года — в городе Муроме.
Начальное художественное образование получил в Муроме, в студии академика живописи И. С. Куликова. В 1937 году был принят в Пензенское художественное училище, где учился под руководством заслуженного деятеля искусств И. С. Горюшкина-Сорокопудова и усвоил крепкие традиции реалистического рисунка и композиции.
В 1939 году был призван в Красную армию и с 1942 года был участником Великой Отечественной войны в качестве сапёра, радиста и художника газеты «Родина зовёт» на 2-м и 3-м Украинских фронтах, пройдя от Днепра до Праги. Будучи художником газеты «Родина зовёт», изготовлял гравюры на линолеуме, портреты воинов 7 Механизированного корпуса. Вместе с литературным сотрудником газеты отправлялся на передовые позиции, и в землянке рисовал танкистов, рисунок вырезал на куске линолеума, а в походной типографии портрет печатался на газетной странице. После освобождения Бухареста, Будапешта и Праги в составе 7-го механизированного корпуса с августа 1945 года участвовал в войне против Японии, пройдя через Большой Хинган до Порт-Артура. 3 сентября 1945 года был демобилизован из порта города Дальний и в 1946 году вернулся к обучению в Пензенском художественном училище.
Получив специальное художественное образование, с 1949 по 1964 годы работал в Муроме учителем рисования и черчения, вёл изокружок в Муромском Доме пионеров. В 1965 году был принят в члены Союза художников СССР.
Скончался 15 августа 1985 года в Муроме.

## Творчество

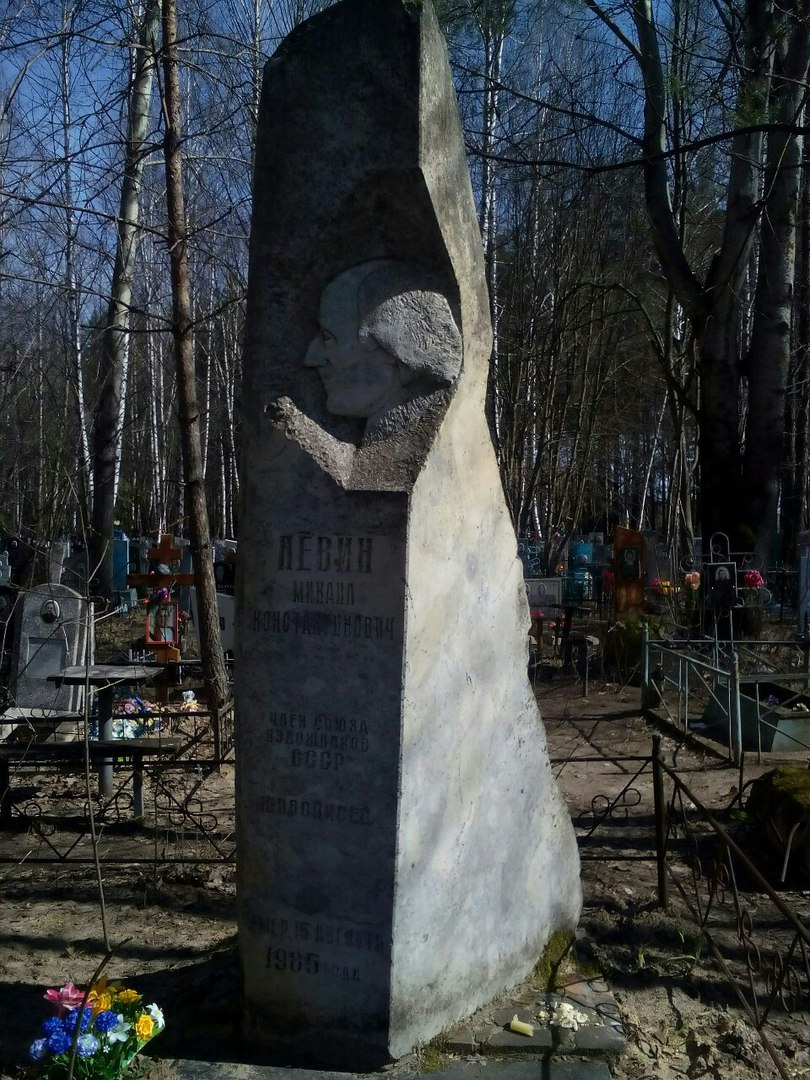
Памятник на могиле М. К. Лёвина

Вчера был Левин из Мурома. Мне он кажется очень интересным человеком. У него на все вещи свой, особенный взгляд многодума, философа, мудреца. Хорошо знает и тонко понимает литературу, и при моем бессистемном, опирающемся только на личный выбор чтении, обнаруживается поразительное единодушие в оценке большинства писателей. У нас был интересный разговор о Достоевском, о религии, о Христе, о тех странностях в отношении еврейского народа во всем мире, несмотря на то, что спаситель рожден еврейской женщиной.
Левин Михаил Константинович родился в староверской семье, вопрос религии для него очень серьезен. Говорит, что даже Энгельс утверждает, что материя не исчезает бесследно, в том числе и мыслящая. Он признался, что его очень занимает вопрос: а что же после смерти? Ноль или не ноль? И пожалуй он склонен думать, что не ноль.
— из дневниковых записей Е.М. Юкиной
Художник создал ряд оригинальных глубоких портретов Фёдора Достоевского, Александра Блока, Александра Пушкина. Особой творческой удачей стал лирический образ Сергея Есенина (1961) (портреты в коллекции МИХММ)
Преобладающим жанром в творчестве М. К. Левина и большинства муромских художников является пейзаж (в 1960 году искусствоведы отметили появление особой Владимирской школы пейзажа).

## Семья
- Отец — Константин Лёвин, ветеринарный фельдшер, выходец из крестьян.

## Награды
- Орден Красной Звезды
- Медаль «За боевые заслуги»
- Медаль «За победу над Германией в Великой Отечественной войне 1941—1945 гг.»

## Выставки
Работы экспонировались на выставках-продажах в Японии, ФРГ, Италии, Швейцарии, Великобритании.
- 1978 — юбилейная выставка работ (вторая персональная). Большинство представленных на ней работ были выполнены художником в 1977—1978 гг.
- 2018 («Муромские художники М. Лёвин и А. Мухачев» 31 августа — 17 сентября 2018, МИХМ, Муром)[3]